# Aurela Gaçe
Aurela Gaçe (Vlorë, 16 ottobre 1974) è una cantante albanese.
Ha vinto tre volte il Festivali i Këngës (1999, 2001, 2010), l'ultima vittoria le ha consentito di rappresentare l'Albania all'Eurovision Song Contest 2011 con la canzone Feel the passion, versione inglese del brano originale in albanese Kënga ime (La mia canzone), fermandosi in semifinale.
È stata giudice della terza stagione albanese di The Voice.

## Singoli musicali
- 2009 - Mu thane syte
- 2009 - Jehonë
- 2009 - Bosh
- 2010 - Origjinale (feat. Dr. Flori & Marsel)
- 2011 - Cash (feat. MC Kresha)